# Jan Korzonkiewicz
Jan Korzonkiewicz (ur. 25 stycznia 1877 w Kobiernicach, zm. 24 listopada 1932 w Krakowie) – polski kapłan katolicki, doktor teologii, prałat, kanonik Kapituły Krakowskiej, tłumacz.
Uczęszczał do gimnazjum w Bielsku. Ukończył Wyższe Seminarium Duchowne Archidiecezji Krakowskiej i dnia 3 sierpnia 1902 otrzymał święcenia kapłańskie z rąk kard. Jana Puzyny w Bielanach w kościele OO Kamedułów. W roku 1903 uzyskał doktorat w Innsbrucku. Następny rok studiował na Biblicum. Po powrocie został penitencjarzem w kościele Mariackim w Krakowie oraz katechetą w Gimnazjum św. Jacka. Następnie podjął wykłady z egzegezy Starego Testamentu w seminarium krakowskim. W latach 1915–1920 był rektorem Wyższego Seminarium Duchownego Archidiecezji Krakowskiej. W 1919 został mianowany kanonikiem Kapituły Krakowskiej i prałatem. Był członkiem prezydium Komitetu Obrony Państwowej w Krakowie w 1920 roku. Od roku 1922 aż do swojej śmierci opiekował się Katedrą na Wawelu.
Przetłumaczył na język polski m.in. Encyklikę o chrześcijańskim wychowaniu młodzieży papieża Piusa XI.
Został pochowany na cmentarzu Rakowickim w Krakowie.